# Nyphasia pascoei
Nyphasia pascoei là một loài bọ cánh cứng trong họ Cerambycidae.

## Hình ảnh

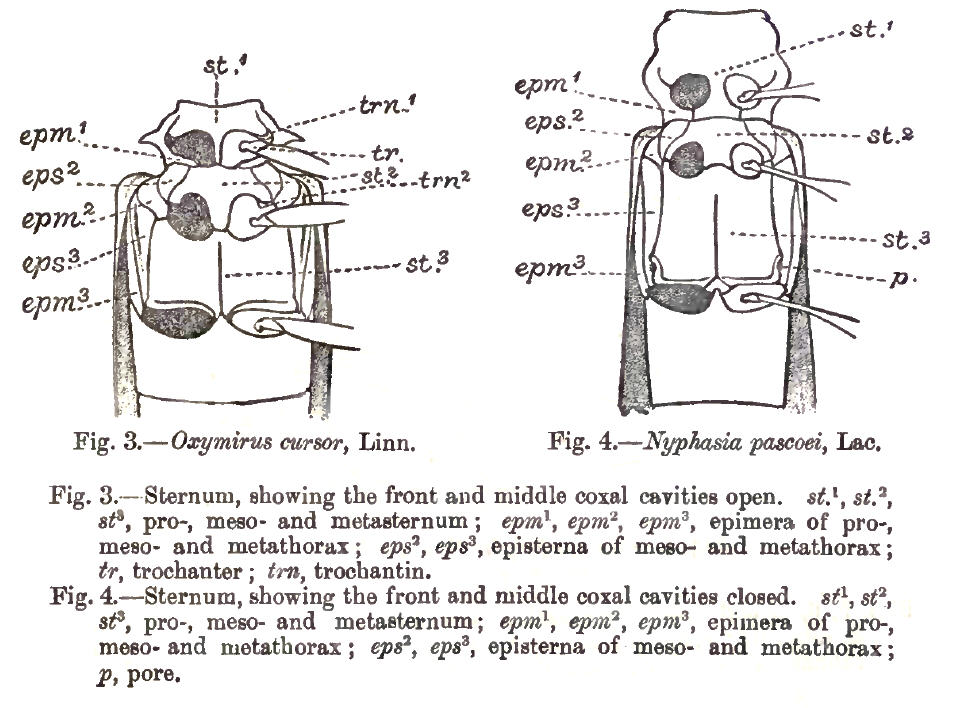